# La Femme à la poire
La Femme à la poire est une eau-forte réhaussée à la pointe sèche de l'artiste néerlandais Ferdinand Bol créée en 1651 par l'un des rares élèves de Rembrandt à pratiquer l'art de la gravure. Le musée Condé de Chantilly et la National Gallery de Londres en possèdent un exemplaire sur papier vergé.

## Sujet
La figure à la fenêtre est apparue dans les premières années du XVIIe siècle et rencontre un vif succès dans les Provinces-Unies. Ce thème est traité à plusieurs reprises par Rembrandt, pour la première fois avec la Nature morte avec des paons en 1639, puis avec La Servante (Nationalmuseum, Stockholm), peinte en 1651, l'année où Bol réalise sa gravure.
Cette gravure mélange portrait et scène de la vie quotidienne. Elle peut aussi être interprétée comme la proposition érotique d'une courtisane du fait de la tenue de la jeune femme, de son regard posé sur le spectateur et de la présence de la poire, dont la symbolique polysémique peut être comprise comme l'invitation à partager un fruit.

## Analyse
Le décor et la femme sont réalisés avec des hachures serrées, densifiées sur le haut du visage pour réaliser la figure en clair-obscur. Le fond est retravaillé à la pointe sèche pour conférer un effet de surgissement de la femme hors de l'ombre, accentué par l'embrasure de la fenêtre.
Le regard qui fixe le spectateur et le cadre accentuent l'impression d'être face à une mise en scène théâtrale dont le sujet demeure volontairement indéterminé.